# Джефрі Лайкер
Джефрі Лайкер  (англ. Jeffrey K. Liker)  – професор з промислового та операційного інжинірингу Мічиганського університету, власник «Liker Lean Advisors [Архівовано 4 травня 2019 у Wayback Machine.]», партнер Академії «Toyota Way» [Архівовано 24 грудня 2021 у Wayback Machine.]. Автор/співавтор понад 75 статей та окремих розділів до одинадцяти книг. Написав міжнародний бестселер «Філософія Toyota. 14 принципів роботи злагодженої команди» (2004), в якому йдеться про основоположні філософії та принципи корпоративної культури Toyota.

## Освіта
Магістр з промислової інженерії - Північно-східний університет (1979)
Кандидат соціологічних наук - Массачусетський університет в Емгерсті (1989)
Професор індустріальної та операційної інженерії Мічиганського університету Анн-Арбор.

## Публікації
Лайкер є автором десятків статей та інших матеріалів, починаючи з 1981 року. Його дебютна стаття була опублікована в «Cornell Journal of Social Relations» і мала назву «Economic burdens on the families of released prisoners: evidence from the TARP experiments».
Серед книг знаковими є:
«Toyota Way Fieldbook» (2005), де докладно розповідається, які уроки з принципів «Toyota Way» провідні компанії світу можуть взяти для себе.
«The Toyota Product Development System» у співавторстві з Девідом Мейером (2006).
А також ряд додаткових книг серії. 
Українською мовою книга «Філософія Toyota. 14 принципів роботи злагодженої команди» перекладена та опублікована в 2017 році видавництвом «Наш Формат».
В цілому, роботи Лайкера принесли автору дванадцять премій Shingo. У 2012 році він був зарахований до Асоціації слави виробничої майстерності, а в 2016 році - став членом академії Shingo.
У своїх публікаціях автор торкається широкого спектра тем, від ощадливого менеджменту до розробки програмного забезпечення та управління технологічними змінами.
Наразі Джефрі Лайкер продовжує займатись освітньою та консультативною діяльністю. Серед його клієнтів такі провідні американські та світові компанії: «Caterpillar», «Applied Materials», «Siemens», «Dover Industries», «Kraft-Oscar Meyer», «Alcatel-Lucent», «Hertz», «Solar Turbine», «Art Van Furniture», «Stanford University Health Systems».

## Переклад українською
- Джефрі К. Лайкер. Філософія Toyota. 14 принципів роботи злагодженої команди / пер. Наталія Валевська. — К.: Наш Формат, 2017. — 424 с. — ISBN 978-617-7388-78-3.